# Seznam norveških pevcev resne glasbe
Seznam norveških pevcev resne glasbe.

## A
- Mari Askvik

## B
- Ingrid Bjoner Pierpoint
- Ditte Marie Bræin

## E
- Mari Eriksmoen

## F
- Kirsten Flagstad

## G
- Nina Grieg

## I
- Bergliot Ibsen

## K
- Sissel Kyrkjebø

## L
- Thorvald Lammers

## M
- Halvor F. Melien

## N
- Eva Nansen
- Eidé Norena

## O
- Gina Oselio

## S
- Magnus Staveland